# Arapaima gigas
Arapaïma, Pirarucu, Paiche
Genre
Espèce
Synonymes
- Arapaema gigas (Schinz, 1822)[1]
- Arapaima gigas (Cuvier, 1822)[2]
- Sudis gigas Cuvier, 1829[1]
- Sudis gigas Schinz (ex Cuvier), 1822[3]
- Sudis gigas Schinz, 1822[4]
- Sudis pirarucu Spix & Agassiz, 1829[1]
- Vastres agassizii Valenciennes, 1847[1]
- Vastres arapaima Valenciennes, 1847[1]
- Vastres cuvieri Valenciennes, 1847[1]
- Vastres mapae Valenciennes, 1847[1]

Statut de conservation UICN

 DD  : Données insuffisantes
Statut CITES
Arapaima gigas, communément appelé arapaïma, pirarucu ou paiche, est une espèce de poissons d'eau douce de la famille des Osteoglossidés, vivant en Amazonie. C'est le plus gros poisson d'eau douce d'Amérique du Sud et c'est un des dix plus gros poissons d'eau douce de la planète.

## Dénominations, étymologie
- Nom scientifique valide : Arapaima gigas (Schinz, 1822)[6],
- Nom normalisé (nom technique) FAO : en français, Pirarucu[6]
- Noms vulgaires (vulgarisation scientifique) recommandés ou typiques en français : Arapaïma[7],[8],[9],[10]  ou Arapaima[7],[11], Paiche[7],[8],[10],[6], Pirarucu[7],[8],[6].

En Guyane on l'appelle localement pilauluku, tchouri, kihiuri, bodeco.
Le nom portugais pirarucu est un dérivé de "pira urucum", qui en tupi-guarani signifie « poisson rouge ».
Le nom paiche est plutôt utilisé dans les pays hispanophones et provient probablement du quechua.

## Description
Arapaima gigas est le plus gros poisson d'eau douce d'Amérique du Sud. Avec une taille maximale pouvant atteindre 4,5 m pour un poids de 250 à 300 kg, il fait également partie des dix plus gros poissons d'eau douce du monde. Il est notamment connu pour être l'un des rares animaux à opposer une parfaite résistance aux morsures des piranhas grâce à un véritable gilet pare-dents.
C'est un physostome : sa vessie natatoire communique avec l'œsophage, ce qui le rapproche des cyprinidés et des salmonidés. Sa bouche, énorme, est garnie de petites dents pointues et s'ouvre très largement en créant un tourbillon à la surface de l'eau quand l'arapaima monte « gober » une proie. L'arapaima a une langue « osseuse » équipée d'un ensemble de dents que certains peuples indigènes utilisent pour poncer. Il possède plusieurs rangées de dents en haut et en bas de sa mâchoire. Son dos très large est effilé vers la queue et porte une nageoire dorsale rejetée très en arrière.

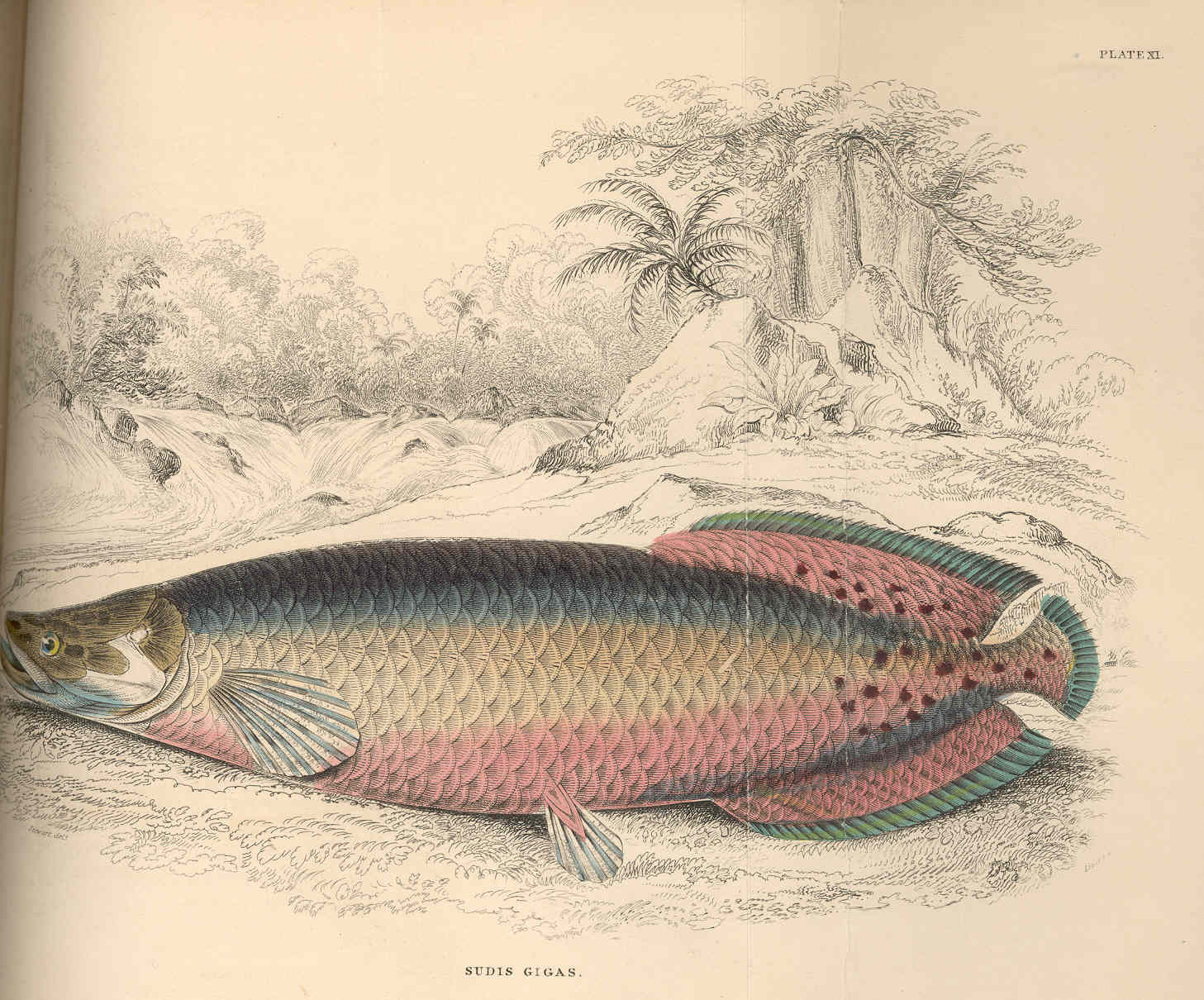
Sudis gigas (synonyme de Arapaima gigas). Planche zoologique de 1852
Planche anatomique de 1829
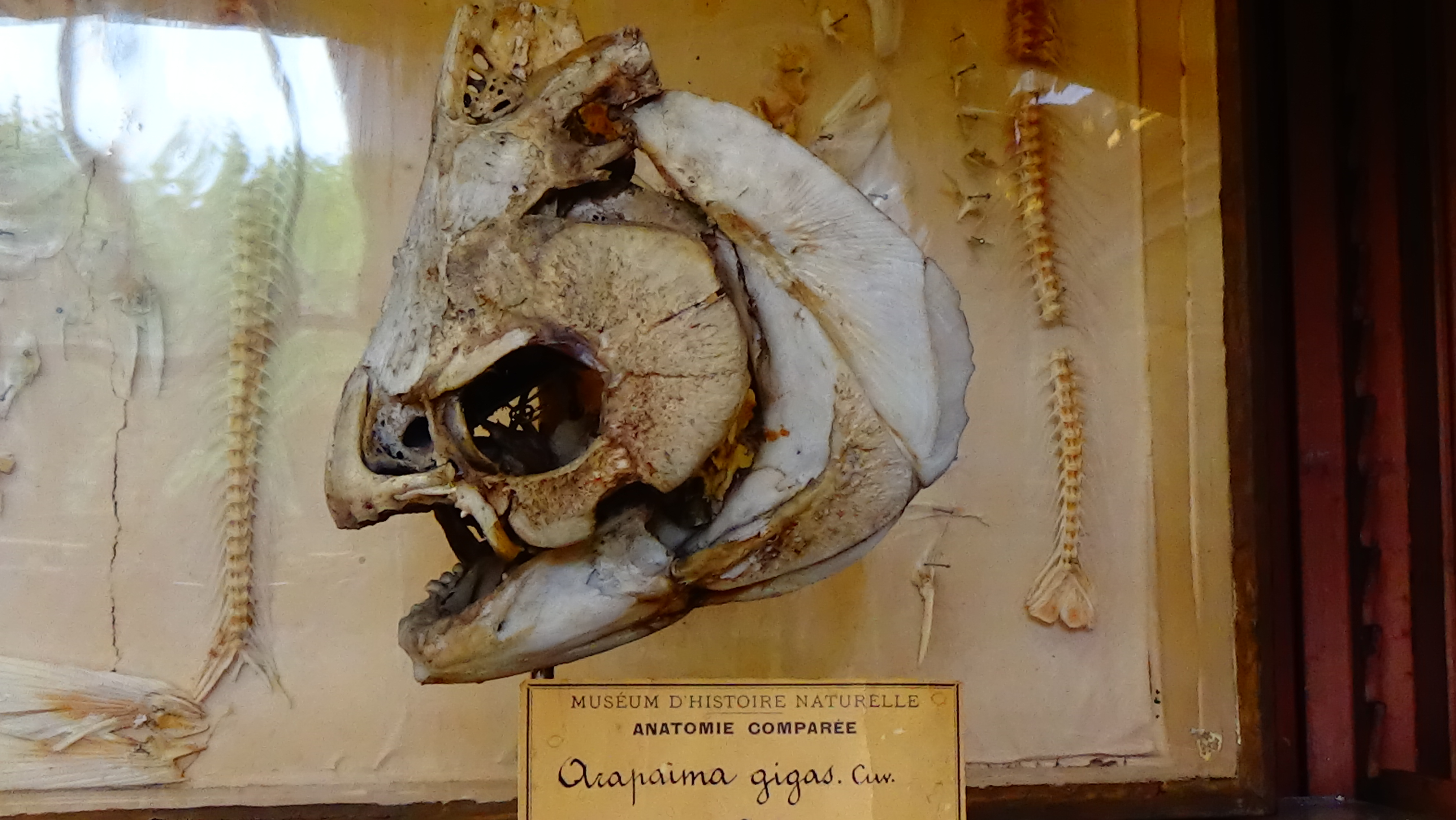
Tête de squelette, MNHN de Paris
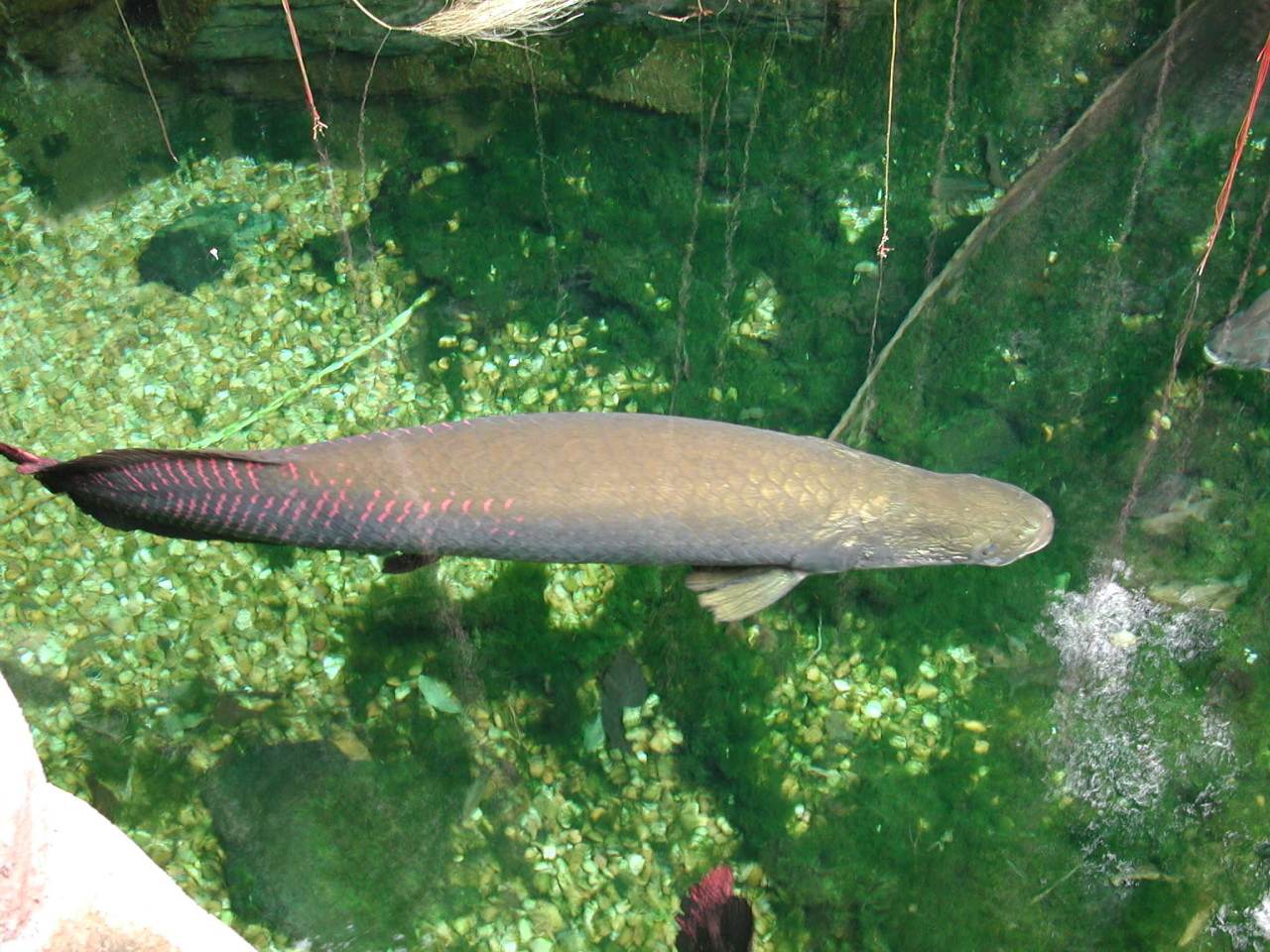
Vue dorsale
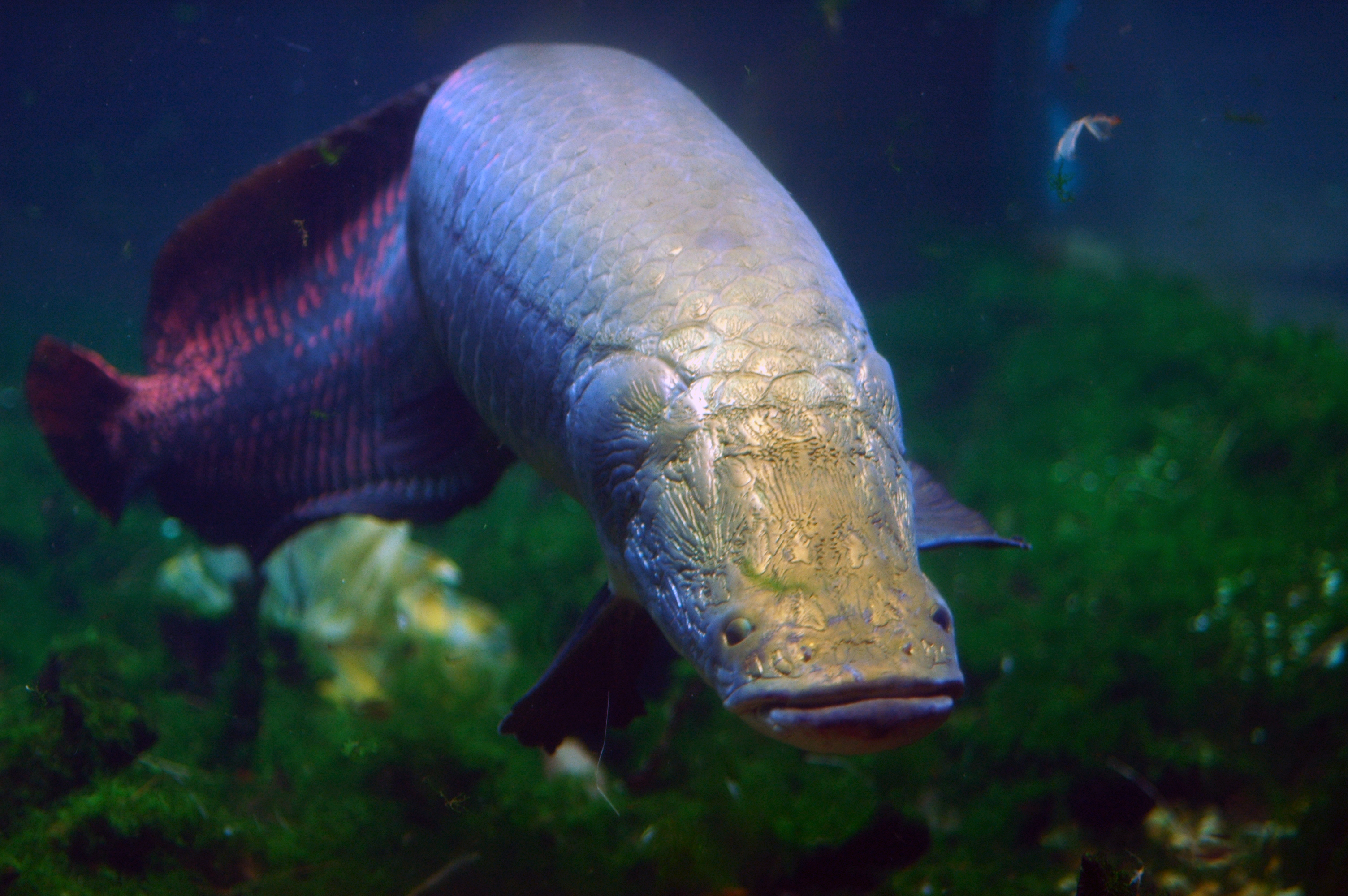
Vue de face

## Écologie

### Alimentation
Le régime alimentaire de l'Arapaïma se compose de poissons, de crustacés et d'autres petits animaux. Ce poisson a une respiration aérienne obligatoire, il vient respirer en surface en utilisant sa vessie natatoire riche en vaisseaux sanguins, un avantage pour capter l'oxygène souvent rare dans les rivières de l'Amazonie. Ce poisson est donc en mesure de survivre dans les eaux où l'oxygène dissous est aussi faible que 0,5 ppm. L'Arapaima peut rester sous l'eau durant vingt minutes sans prendre de respiration à la surface.

### Reproduction
En raison de l'étendue géographique de l'Arapaïma, son cycle de vie est grandement affecté par les inondations saisonnières. L'Arapaima pond ses œufs au cours des mois de février, mars et avril lorsque le niveau d'eau est faible ou au début à la hausse. Ils construisent un nid d'environ 50 cm de large et 15 cm de profondeur, généralement dans des zones sableuses. Les œufs éclosent environ 24 heures après la fécondation et les alevins ont la saison des crues pour se développer, du mois de mai au mois d'août. Par conséquent, le frai annuel est saisonnier, mais la même femelle peut se reproduire plusieurs fois au cours de la saison. L'Arapaima mâle contrairement à son parent, Osteoglossum spp., n'est pas incubateur buccal, les jeunes pourraient se réfugier dans la bouche du père en cas de danger grave pendant les premiers jours de leur vie, ensuite ils restent en groupe compact sous la surveillance constante des deux parents qui nagent en permanence en dessous d'eux. Ce travail de garde rapprochée semble être la tâche principale du mâle pendant plus d'un mois. La femelle Arapaima aide à protéger également le nuage d'alevins en intimidant les prédateurs.

## Répartition et habitat
L'arapaima est originaire des rivières d'Amazonie, en Amérique du Sud. Il a également été introduit pour la pêche en Thaïlande et en Malaisie. La pêche de cette espèce en Thaïlande peut se faire dans plusieurs lacs, où l'on voit souvent des spécimens de plus de 150 kg.

## L'Arapaïma et l'Homme

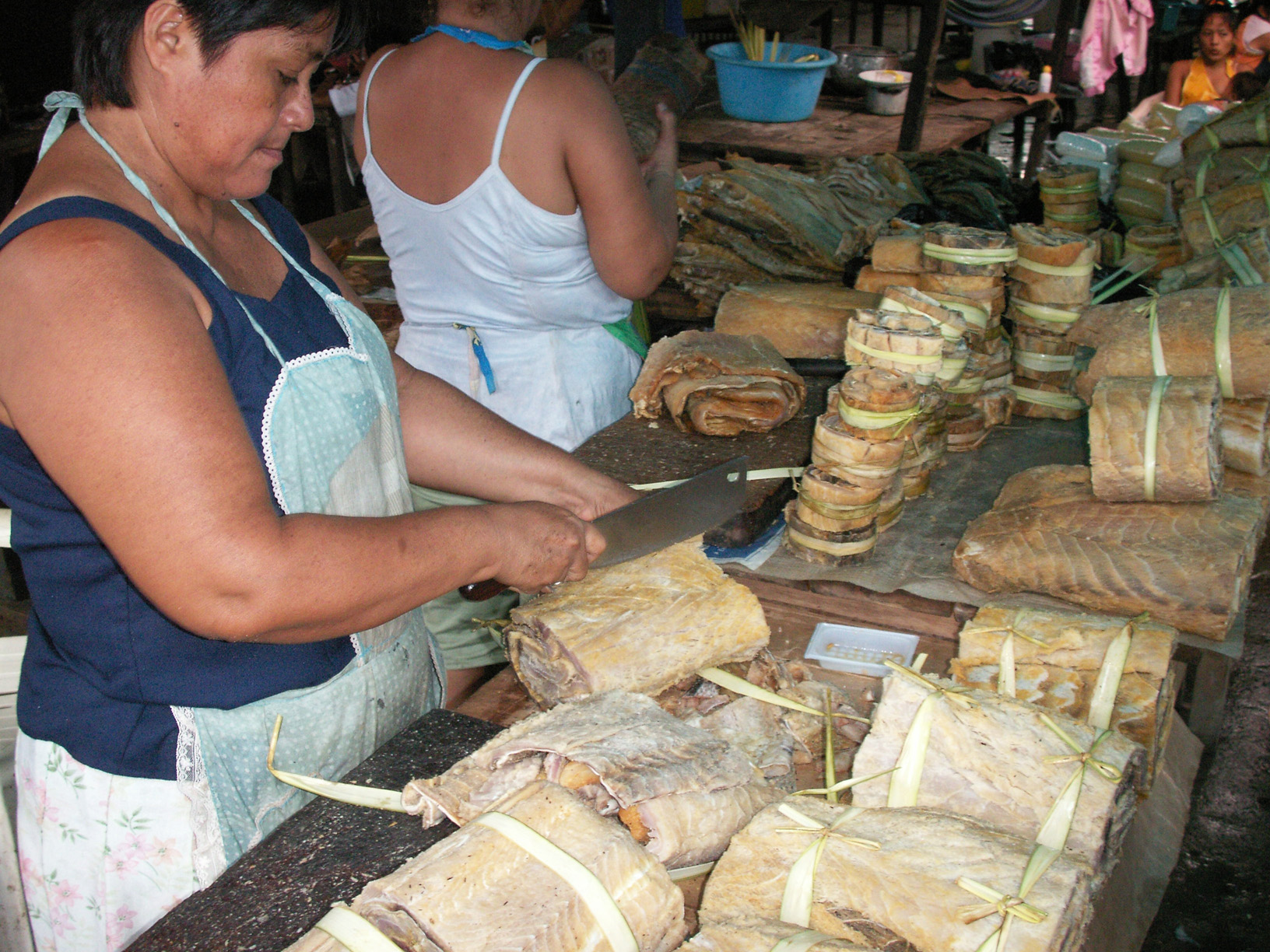
Préparation du paiche salé au Pérou.

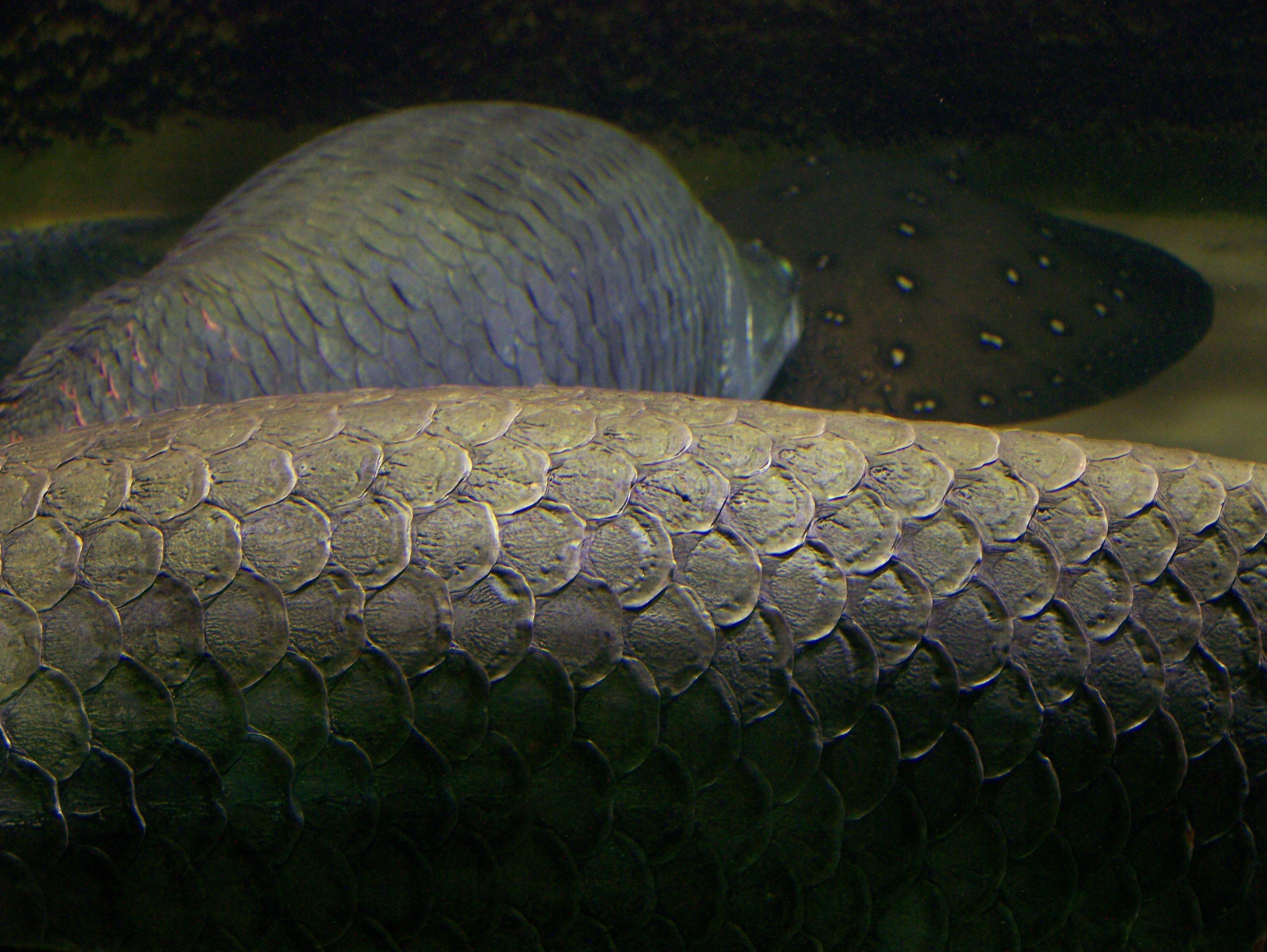
Détail des écailles dorsales très résistantes, même aux piranhas.

Il fait l'objet d'une pêche intensive car sa chair (légèrement sucrée et aux arêtes peu nombreuses) est recherchée. Il est servi même en période de fermeture dans tous les restaurants du bassin amazonien.
L'élevage permettra peut-être d'enrayer la disparition de l'espèce : sa croissance est rapide (10 kg/an) et peu coûteuse (4 €/kg). Sur le plan halieutique : comme la carpe et le saumon, l'arapaïma se défend vigoureusement lorsqu’il est pêché à la canne mais il survit mal à une remise à l’eau.
D'autre part, les écailles de l'arapaïma suscitent l'intérêt de nombreux chercheurs en raison de leur résistance ; on envisage actuellement d'élaborer des matériaux biomimétiques inspirés de ces écailles (pour faire des protections par exemple), qui font de l'arapaïma l'une des seules espèces animales à ne pas redouter une attaque de piranhas.
Dans les années 1990, dans le bassin amazonien, cette espèce a d'abord suivi la même courbe de déclin que les autres poissons géants dans le monde. Menacé d'extinction au Brésil, l'arapaïma (pirarucu) est inventorié dans la base de données de l'Arche du goût. Alors que, introduit à partir du Pérou par accident vers 1975, l'arapaïma (paiche) se développe rapidement dans l'Amazonie bolivienne,.
Un arrangement légal, durable et communautaire, national et fédéral a été mis au point par l’Institut brésilien pour le développement durable Mamirauá créé en 1999 sous l'égide du ministère des Sciences, de la Technologie, de l'innovation et des Communications. Cette stratégie de gestion se base sur des évaluations périodiques des stocks, qui font réviser tant que de besoin les quotas de pêche gouvernementaux. Ces mesures ont été efficaces, permettant une augmentation des populations arapaima dans une zone protégée de l’Amazonie péruvienne : là où cet accord est appliqué en Amazonie brésilienne, les populations d’arapaima sauvages ont aussi commencé à se reconstituer (augmentation de 425% localement). Par exemple dans la réserve de Mamirauá, ces accords passés avec les populations locales ont permis d'augmenter significativement les populations d'arapaïma. Un article de l'AFP fait état de 190.523 individus en 2018 contre 2.507 en 1999.

### Pêche sportive
L'Arapaïma est apprécié en pêche sportive par ses attaques spectaculaires et sa combativité. Mais l'espèce est protégée dans presque toute son aire de répartition. Sa pêche légale n'est possible que dans quelques rares zones d'Amazonie et du bassin de l'Araguaia. Il peut également être pêché dans des étangs privés avec des animaux issus de pisciculture.

### Bases de référence
- (en) Animal Diversity Web : Arapaima gigas (consulté le 13 mai 2018)
- (en) Fonds documentaire ARKive : Arapaima gigas  (consulté le 13 mai 2018)
- (en) BioLib : Arapaima gigas  (Schinz, 1822) (consulté le 13 mai 2018)
- (en) Catalogue of Life : Arapaima gigas (Schinz, 1822) (consulté le 15 décembre 2020)
- (fr) CITES : taxon  Arapaima gigas (sur le site du ministère français de l'Écologie) (consulté le 13 mai 2018)
- (en + fr) FishBase : espèce Arapaima gigas  (Schinz, 1822) (+ traduction) (+ noms vernaculaires 1 & 2) (consulté le 13 mai 2018)
- (fr + en) ITIS : Arapaima gigas  (Schinz, 1822) (consulté le 13 mai 2018)
- (en) NCBI : Arapaima gigas  (Schinz, 1822) (taxons inclus) (consulté le 13 mai 2018)
- (en) UICN : espèce Arapaima gigas  (Schinz, 1822) (consulté le 13 mai 2018)
- (en) WoRMS : espèce Arapaima gigas (Schinz, 1822) (consulté le 13 mai 2018)

### Autres liens externes
- National Geographic USA
- (fr) [vidéo] NatGéoWild, Le pirarucu, un des plus grands poissons d'eau douce du monde